# Jungermannia dubioides
Jungermannia dubioides là một loài Rêu trong họ Jungermanniaceae. Loài này được H.A. Mill. mô tả khoa học đầu tiên năm 1981.